# Anam Imo
Anam Imo, née le 30 novembre 2000, est une joueuse de football internationale nigériane. Elle évolue au poste d'attaquante avec l'équipe du Piteå IF dans le championnat de Suède, et en faveur de l'équipe nationale nigériane, les Super Falcons.

## Biographie
Elle participe à la Coupe d'Afrique des nations 2018.
Elle fait partie des 23 joueuses retenues afin de participer à la Coupe du monde 2019 organisée en France.